# Port Pirie
Port Pirie är en hamnstad i det inre av Spencer Bay i South Australia.
Under början av 1900-talet var Port Pirie främst känd som exporthamn för vete.